# Choi Myung-ik
Pour les articles homonymes, voir Choi.
Dans ce nom coréen, le nom de famille, Choi, précède le nom personnel.
Né en 1903, Choi Myung-ik (최명익) est un écrivain nord-coréen, auteur notamment du roman historique Le Grand Prêtre bouddhiste Sosan (Sosan-taesa ou Hyujeong), publié en 1983 en Corée du Sud.
Auteur également de poésies, Choi Myung-ik est un des représentants les plus connus du mouvement moderniste coréen des années 1930.
La fondation sud-coréenne Daesan et l'association des écrivains coréens ont organisé, à Séoul, un colloque consacré notamment à Choi Myung-ik, à l'occasion du centenaire de sa naissance en 2003.